# Oxypoda stanleyi
Oxypoda stanleyi es una especie de escarabajo del género Oxypoda, familia Staphylinidae. Fue descrita científicamente por Klimaszewski & McLean en 2009.
Se distribuye por Canadá. Esta especie fue descubierta en el Parque Stanley, en la ciudad de Vancouver, junto a la especie Sonoma squashorum.